# Lavrentiya
Lavrentiya (en ruso: Лавре́нтия) es una localidad rural del distrito autónomo de Chukotka, Rusia, ubicada en la bahía homónima, muy cerca del estrecho de Bering. Su población en el año 2010 era de casi 1500 habitantes. Lavrentiya no tiene estatus o categoría de ciudad.

## Historia
El capitán James Cook llegó a la bahía Lavrentiya en 1778, pero no fundó ningún asentamiento. La ciudad se levantó en 1928 con el propósito de educar a los indígenas que ya vivían en el área.

## Cultura
Hay un famoso museo en la ciudad dedicado a la cultura indígena, que contiene numerosos objetos hechos con colmillos de morsa, que tenían el uso de arpones. 
Otro de los atractivos culturales importantes de la localidad es el grupo musical Yeti, creado en 1976 por la mujer yupik M. S. Glukhikh.